# 上海市居住证
上海市居住证是为了鼓励国内外人才来上海市工作或创业，根据有关规定制定的證件。

## 内容
《上海市居住证》上的内容，主要为姓名、性别、民族、公民身份号码、常住户口所在地住址、居住地住址、签发机关和签注有效期限等。

## 功能
- 作为持有人在上海市居住的证明。[1]
- 记录持证人基本情况、居住地变动情况等人口管理所需的相关信息。[1]
- 办理和查询个人积分，办理卫生、计划生育、社会保险、子女教育等方面的个人相关事务。[1]

## 本地待遇
《上海市居住证》持有人可以为其子女申请在上海市接受义务教育。

## 居住证积分
《居住证》积分制度是通过设置积分指标体系，对在本市合法稳定居住和合法稳定就业的《居住证》持有人（以下简称“持证人”）进行积分，将其个人情况和实际贡献转化为相应的分值。积分达到标准分值的，可以享受相应的公共服务待遇。

## 居住证转户口
持证人申请办理本市常住户口的，按照《持有〈上海市居住证〉人员申办本市常住户口办法》执行。

## 背景
中國目前依然實施户籍制度，居住证的簽發，就是要吸引優質的移民遷入上海，讓他們在工作、生活等方面可享受本地居民的待遇。